# Паметник на загиналите в Сръбско-българската война (Брезник)
Паметникът на загиналите в Сръбско-българската война в Брезник е издигнат в памет на героите от Втори пехотен струмски полк, загинали в боя по източните склонове на връх Свети Никола на Брезнишкото бърдо за спиране на Моравската дивизия в настъплението ѝ към Сливница на 6 ноември 1885 г. по време на Сръбско-българската война. Той е исторически паметник на културата, на който се отдава военна чест.
Намира се в градската градина. Направен е от гранит и дялън камък с формата на четиристенна пирамида с височина 200 cm и ширина на всяка страна 100 cm. Открит е на 15 юни 1903 г. от местното население и брезнишката управа. На лицевата страна на паметника има следният текст: На храбро загиналите 48 български юнаци от отряда на капитана Кисов в боя на 6 ноември 1885 г. при защитата на Брезник при нашествието на сърбите.
На гърба: В царуването на Негово Царско Височество Фердинад І Княз Български. Въздигнат от Брезник на 15 юни 1903 г.